# خوسيه إغناثيو نوفوا
خوسيه إغناثيو نوفوا (بالإسبانية: José Novoa)‏ (20 ديسمبر 1955 في إسبانيا - ) هو مدرب كرة يد ولاعب كرة يد إسباني. شارك في الألعاب الأولمبية الصيفية 1984 والألعاب الأولمبية الصيفية 1980. ولعب مع نادي برشلونة لكرة اليد.

## وصلات خارجية
- خوسيه إغناثيو نوفوا على موقع اللجنة الأولمبية الدولية (الإنجليزية)
- خوسيه إغناثيو نوفوا على موقع أوليمبيديا (الإنجليزية)
- خوسيه إغناثيو نوفوا على موقع اللجنة الأولمبية الإسبانية (الإسبانية)